# Rhaphium tripartitum
Rhaphium tripartitum är en tvåvingeart som först beskrevs av Frey 1913.  Rhaphium tripartitum ingår i släktet Rhaphium och familjen styltflugor.
Artens utbredningsområde är Northwest Territories, Kanada. Inga underarter finns listade i Catalogue of Life.